# Фиат L3
Танкета „Фиат L3“ – Италия
наименование – CV 3/33, CV 3/35, CV 3/38
CV 3/33 – въоръжение 1 бр. картечница Фиат кал. 8 мм
CV 3/35 – въоръжение 2 бр. картечници Фиат или Бреда кал. 8 мм
CV 3/38 – въоръжение 1 бр. картечница Бреда кал. 13,2 мм или 1 бр. оръдие Солотурн кал. 20 мм или 1бр. огнехвъргачка плюс двуколесно ремарке с резервоар за 500 л горяща смес
бензинов двигател – 43 к.с.
бойна маса – 3,3 т
дължина – 3,15 м
ширина – 1,50 м
височина – 1,28 м
челна броня – 13,5 мм
бордова броня – 9 мм
максимална скорост – 42 km/ч
далечина на хода -120 km
екипаж – 2 чов.
производство – ок. 1400 бр.от 1933 г. до 1940 г.
експортирани в:Афганистан (1937 г.), Албания (1938 г.), Австрия (1935–1938 г.), Боливия (1937 г.), Бразилия (1938 г.), България (1936–1939 г.), Китай (Гоминдон, 1936–1939 г.), Испания (1936–1939 г.), Ирак (1936–1941 г.), Унгария (1934–1938 г.).